# Епископский летний дворец (Братислава)
Епископский Летний дворец в Братиславе (словац. Letný arcibiskupský palác) — бывшая резиденция архиепископа Пожоньского, ныне занимаемая Правительством Словацкой республики.
Здание построено в XVII веке в качестве летней резиденции архиепископов Эстергома, перенесших её с оккупированных турками венгерских владений в Пожонь (в немецком — Прессбург или Пресбург, с 1918 года — Братислава), ставший на время столицей Венгрии. Поначалу архиепископы занимали здание на месте нынешнего Дворца Примаса (словац. Primaciálny palác) в центре города. Однако старая готическая резиденция, несмотря на многочисленные реконструкции, не смогла обеспечить комфорт, к которому привык архиепископ. Несмотря на то, что Венгрия была опустошена турками, дворянство начало подражать иностранному обычаю строить летние дворцы в сельской местности. Земли, выделенные для Летнего архиепископского дворца, сразу за вторым кольцом городских стен, в то время считались сельской местностью. В начале 17 века их приобрел архиепископ Ференц Форгах, разбивший на них сад и, возможно, временную летнюю резиденцию в 1614 году. Один из последующих архиепископов, Дьёрдь Липпай Зомбори (бывший архиепископом с 1642 по 1666 год), перестроил сад в стиле Ренессанса, наполнив его экзотическими растениями и деревьями. В саду были устроены фонтаны, использовавшие воду из горных источников, гроты и большой бассейн. Шедевром сада стал садовый павильон со стенами, облицованными мозаикой, и музыкальным фонтаном (большинство строений того времени не сохранились). Липпай также построил новое здание летней резиденции. В дальнейшем сад вновь подвергся реконструкции при архиепископе Имре Эстерхази (который был архиепископом с 1725 по 1751 год), приказавшем перестроить сад в стиле барокко. Нынешнее здание дворца было выстроено при архиепископе Ференце Баркоци (бывшем архиепископом с 1761 по 1776 год). Между 1761 и 1765 годами Баркоци поручил австрийскому архитектору Ф. А. Хиллебрандту перестроить старое здание Липпая в большой дворец в стиле барокко. Позднее в убранство дворца были добавлены украшения в стиле рококо, в этом же стиле была выстроена новая ограда дворца.
Скульптор эпохи барокко Георг Рафаэль Доннер почти 10 лет владел мастерской в дворцовом саду.
В XIX веке резиденция архиепископов была перенесена обратно в Эстергом, а столица Венгрии была перенесена в Буду. После наполеоновских войн в городе оставался крупный гарнизон австрийской армии. Летний архиепископский дворец был преобразован в военный госпиталь, а его сад использовался в качестве военного полигона. Статуи из сада были проданы, а внешняя лестница, ведущая из сада прямо в зал на первом этаже, снесена. Большой зал дворца был разделен на отдельные палаты для раненых солдат. Дворец оставался военным госпиталем до 1930-х годов. Во время Второй Мировой войны созданное Словацкое государство нуждалось в административных и офисных зданиях в столице для размещения правительства и министерств. Летний архиепископский дворец был выбран для размещения Министерства иностранных дел. Проект словацкого архитектора Эмиля Беллуша (ранее уже перестроившего дворец Грашалковичей), реализованный в 1940—1941 годы, предусматривал снесение всех построек сада и пристройку двух новых крыльев дворца, в результате чего получилось современное здание. В современной Словакии в отреставрированном дворце с английским садом размещается правительство Словакии.